# Selbstwirksamkeitserwartung
Selbstwirksamkeitserwartung (englisch self-efficacy-belief, perceived self-effiacy), kurz SWE, bezeichnet das Vertrauen einer Person, aufgrund eigener Kompetenzen gewünschte Handlungen auch in Extremsituationen erfolgreich selbst ausführen zu können. Ein Mensch, der daran glaubt, selbst etwas bewirken und auch in schwierigen Situationen selbstständig handeln zu können, hat demnach eine hohe SWE. Der Begriff wurde in den 1970er-Jahren von dem kanadischen Psychologen Albert Bandura entwickelt.

## Aspekte von Selbstwirksamkeitserwartung
- Eine Komponente der SWE ist die Annahme, dass eine Person gezielt Einfluss auf die Dinge und die Welt nehmen kann, statt äußere Umstände, andere Personen, Zufall, Glück und andere unkontrollierbare Faktoren als ursächlich anzusehen (siehe auch Kontrollüberzeugung).
- Manche Psychologen vertreten die Auffassung, dass Selbstwirksamkeitserwartung ein natürliches Bedürfnis des Menschen sei. In der psychologischen Forschung wird zudem unterschieden zwischen den generalisierten und den verschiedenen handlungsspezifischen Selbstwirksamkeitserwartungen (etwa mit dem Rauchen aufzuhören oder vor einer Menschenmenge frei sprechen zu können).
- Untersuchungen zeigen, dass Personen mit einem starken Glauben an die eigene Kompetenz größere Ausdauer bei der Bewältigung von Aufgaben, eine niedrigere Anfälligkeit für Angststörungen und Depressionen und mehr Anerkennung in Ausbildung und Berufsleben haben.
- SWE und Handlungsergebnisse wirken oft zirkulär: Eine hohe SWE führt zu hohen Ansprüchen an die eigene Person, weshalb sie eher anspruchsvolle, schwierige Herausforderungen suchen wird. Die Bewältigung dieser Herausforderungen führt wiederum zur Bestätigung bzw. sogar Erhöhung der eigenen SWE. Diesen zirkulären Effekt griffen Locke und Latham (1990, 1991) auf und überführten ihn in den sogenannten high performance cycle. Die Autoren untersuchten, ob es einen Zusammenhang zwischen Zielsetzung oder Zielfestlegung und der realisierten Leistung gibt.
- Selbstwirksamkeitserwartung ist förderlich für ein positives Gesundheitsverhalten[3]
- Menschen mit einer hohen Selbstwirksamkeitserwartung sind der Überzeugung, für ihr eigenes Glücksgefühl verantwortlich zu sein.[4] Im Gegensatz zur SWE stehen z. B. die Erlernte Hilflosigkeit, die „innere Erstarrung“, das Gefühl von „dem Außen ganz ausgeliefert sein“, Vermeidungsverhalten u. ä.
- Wie stark die eigene Selbstwirksamkeit ausgeprägt ist, kann ein jeder für sich selbst leicht beispielsweise anhand seiner Resonanz und Antworten auf folgende Aussagen prüfen:

* Hindernissen sehe ich gelassen entgegen, weil ich immer auf mich selbst vertrauen kann.
* Wenn schwierige Situationen auftreten, schaffe ich es aus eigener Kraft heraus.
* Auch bei plötzlich auftretenden Problemen bin ich der Überzeugung, dass ich gut damit fertigwerden kann.
Je stärker jemand diese Aussagen für sich bejahen kann, umso selbstwirksamer ist die Person.